# Brama Portowa w Szczecinie
Brama Portowa, hist. niem. Berliner Tor (Brama Berlińska) – jedna z bram miejskich Szczecina, zbudowana w stylu barokowym w latach 1725–1727 według projektu holenderskiego projektanta fortyfikacji Gerharda Corneliusa van Wallrawe (autora m.in. przebudowy twierdz kłodzkiej i magdeburskiej).

## Historia
Jest jedną z dwóch (obok Bramy Królewskiej) zachowanych do czasów współczesnych bram, będących pozostałością dawnych fortyfikacji pruskich. Zewnętrzna ściana bramy została ozdobiona przez francuskiego rzeźbiarza Bartholomé Damarta. Umieszczono tu tarczę z monogramem króla Fryderyka Wilhelma I, fundatora tego obiektu. W attyce tablica ze złoconym napisem w języku łacińskim, który informuje o prawach państwa brandenburskiego do Pomorza i Szczecina, ponieważ Fryderyk Wilhelm w 1719 kupił Szczecin od Szwedów za dwa miliony talarów:
Nad inskrypcją znajduje się panorama miasta wraz z Viadrusem (bogiem rzeki Odry). Powyżej widnieje owalna tarcza z herbem Prus, zwieńczona królewską koroną. W latach 1976–2013 wewnątrz Bramy Portowej mieścił się sklep w z wyrobami artystycznymi Cepelia. Obecnie (2015) wewnątrz Bramy mieści się teatr kameralny.
W latach 1902–1932 przed Bramą Portową stała fontanna z neobarokowym pomnikiem bogini Amfitryty dłuta berlińskiego rzeźbiarza Reinholda Felderhoffa. W czasie II wojny światowej w obawie przed zniszczeniem zdemontowano zdobione szczyty bramy i ukryto w Lesie Arkońskim, a samą bramę obsadzono bluszczem i tak przetrwała wojnę. Zdobione szczyty i ozdoby odnaleziono w roku 1957 i z powrotem zamontowano na bramę.
Przed II wojną światową brama nosiła nazwę Brama Berlińska (Berliner Tor), ponieważ przez tę bramę prowadziła droga ze Szczecina do Berlina. 
Brama Portowa (Berlińska) znajduje się w rejestrze zabytków (nr rej. A-790 z 11.06.1954).

## Zdjęcia

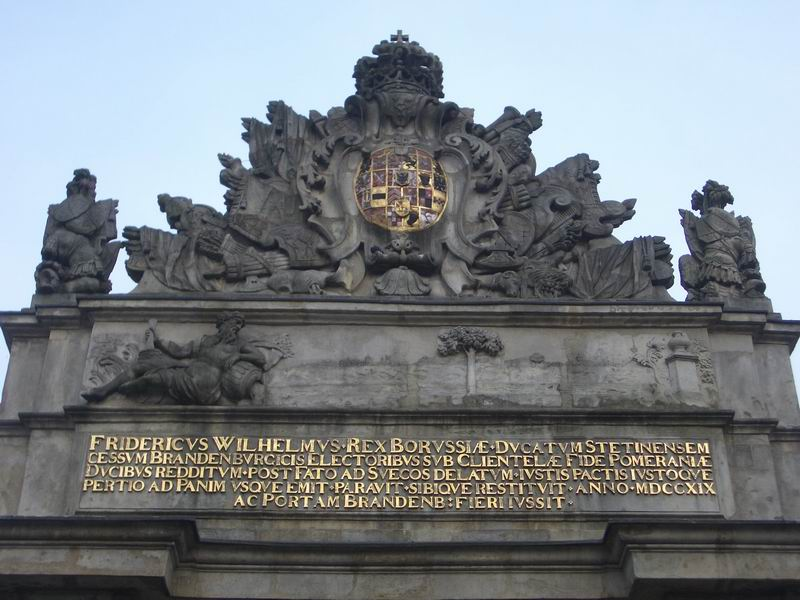
Zwieńczenie zachodniej fasady Bramy Portowej (od strony wjazdu do miasta)
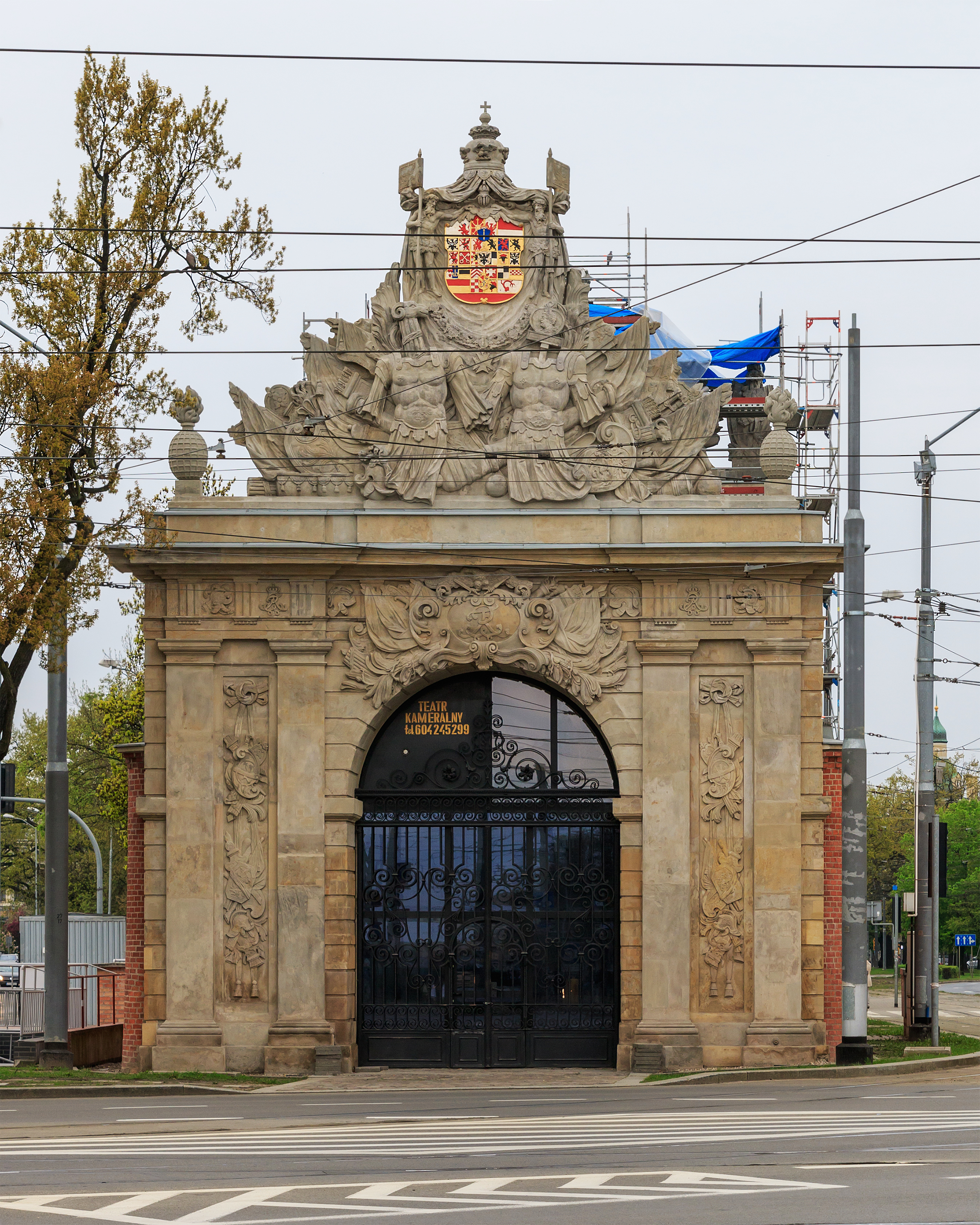
Brama Portowa widziana od wschodu (od strony miasta)
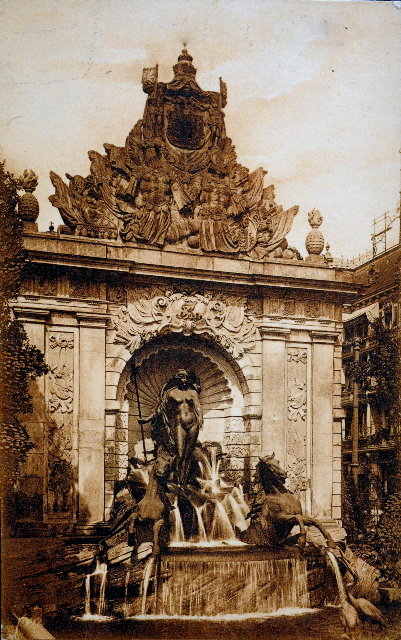
Pomnik (z fontanną) Amfitryty stał przed Bramą Portową w latach 1902-1932